# Raisin de table
 (septembre 2021).
Si vous disposez d'ouvrages ou d'articles de référence ou si vous connaissez des sites web de qualité traitant du thème abordé ici, merci de compléter l'article en donnant les références utiles à sa vérifiabilité et en les liant à la section « Notes et références ».

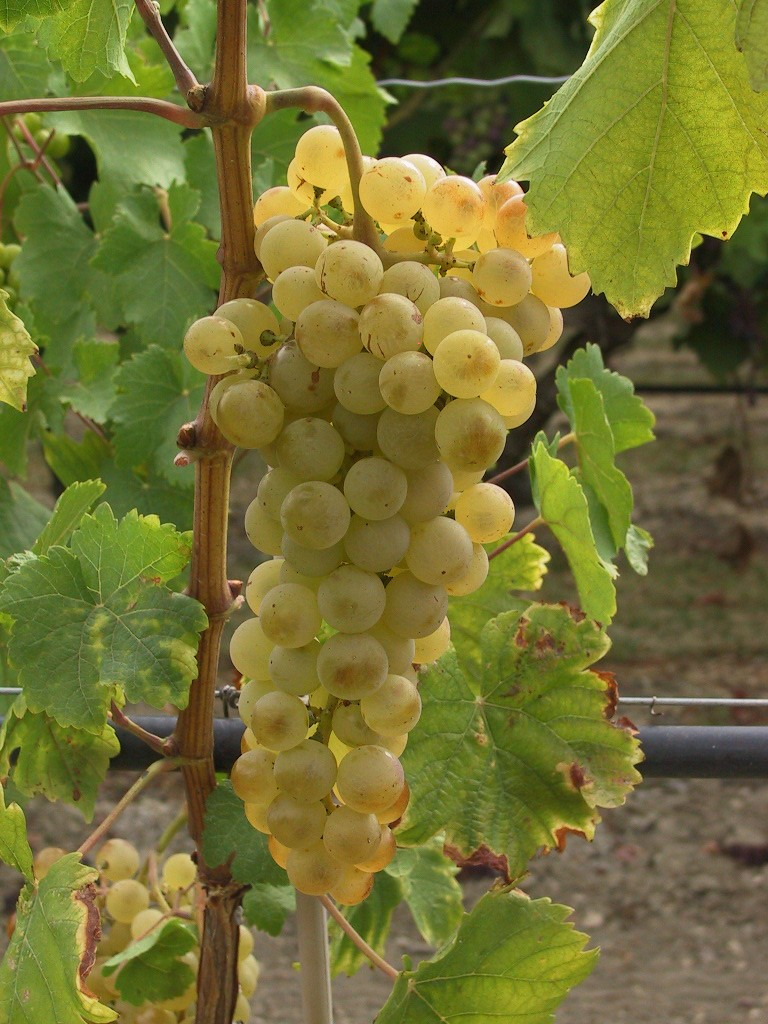
Grappe de chasselas B.

Le raisin de table est la désignation du raisin qui est exclusivement destiné à la consommation saisonnière comme fruit de bouche, par opposition au raisin de cuve, cépages utilisés en viticulture pour l'élaboration de vins par fermentation alcoolique.
Les variétés de raisin de table sont plus charnues que les variétés de raisin de cuve qui elles, sont plus juteuses. Certaines d'entre elles sont apyrènes et/ou issues d'une hybridation. Les grains sont blancs, noirs ou roses.

## Historique
Le raisin de table est issu des espèces Vitis vinifera originaire d'Europe ou Vitis labrusca d'Amérique du Nord. Il constitue très probablement la première utilisation de la vigne par l'homme avant la découverte des processus de vinification 3000 ans av. J.-C. en Égypte et Phénicie.
En France, la production de raisin de table est estimée[Quand ?] entre 40 000 et 60 000 tonnes pour une surface en culture d'environ 7 000 hectares de vignoble. À cela s'ajoute (dans une proportion négligeable) des plants de vigne des particuliers dans leur jardin.

## Variétés de raisin de table

### Aledo

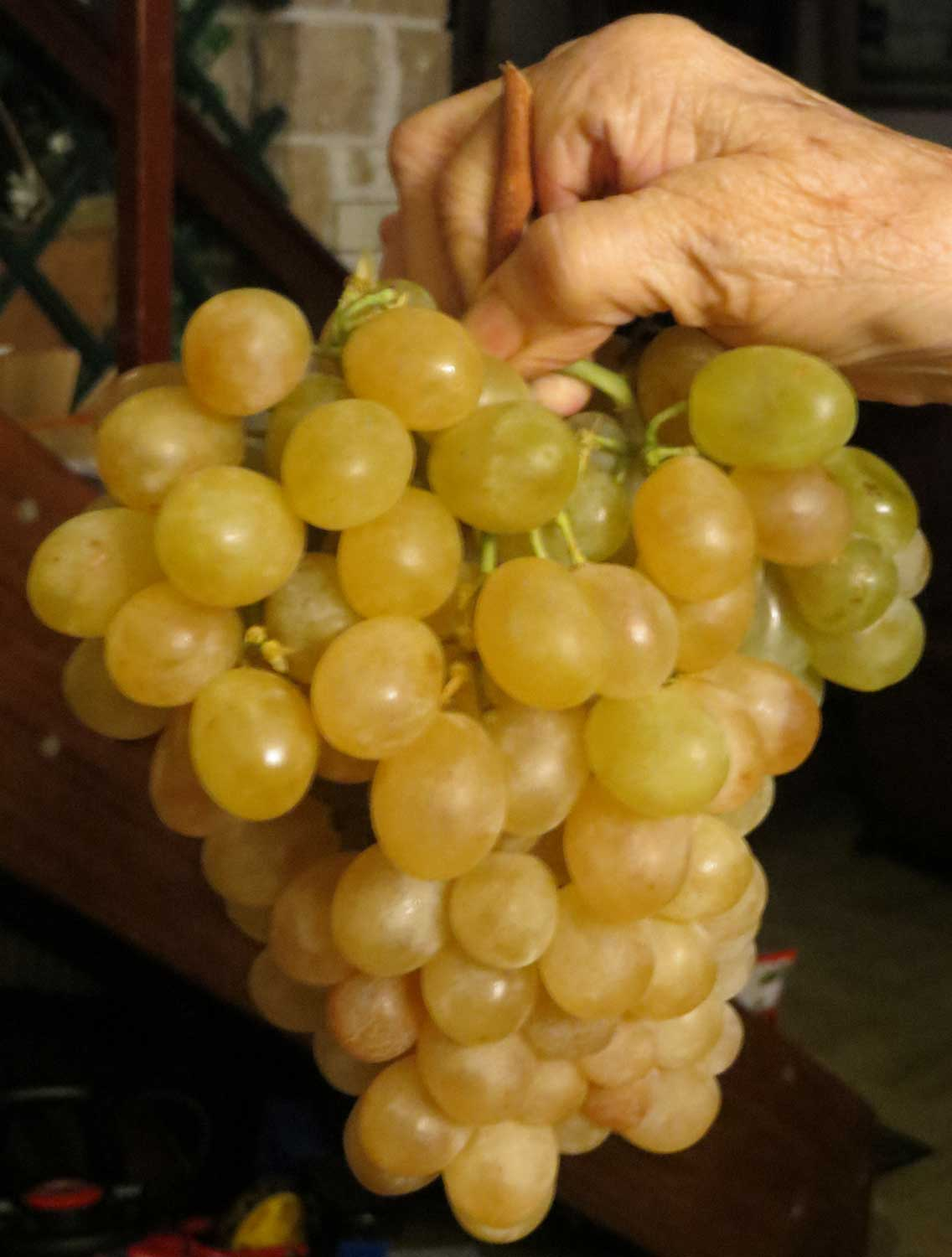
Grappe d'Aledo mûre

L'Aledo est un cépage blanc formant de grandes grappes de grains légèrement allongés tirant sur une couleur marron lors de la maturité complète. Sa principale caractéristique est d'être un cépage à maturité très tardive, peut-être même la plus tardive de tous les cépages de raisins de table[réf. nécessaire]. C'est un raisin produit notamment en Murcie en Espagne. Il est à ce titre vendu sur les marchés à Noël et pendant tout le mois de janvier.

### Alphonse-lavallée
L'alphonse-lavallée est un cépage noir bleuté français dont l'origine est mal connue. Il est probablement issu d'un semis. Il a été multiplié par un pépiniériste viticole vers Orléans et nommé en l'honneur d'Alphonse Lavallée, président de la société d'arboriculture fruitière, fils d'un autre Alphonse Lavallée.
En France, sa culture a connu un maximum à la fin des années 1970 avec 5255 ha, mais la concurrence d'autres cépages plus à la mode a fait chuter les surfaces à 2800 ha en 1994. En Europe, il est présent en Italie sur 1000 ha, au Portugal sur 800 ha ou en Roumanie sur 300 ha. En Amérique, on le rencontre aux États-Unis pour 2700 ha en Californie, au Chili pour 3480 ha ou en Argentine pour 900 ha. En Afrique, il est présent de l'Afrique du sud (850 ha) au Maroc. (380 ha) En Asie, il est cité en Israël (600 ha) et en Turquie.

### Autumn royal
Variété sans pépins, l'autumn royal (en) a été produit pour la première fois en Californie.

### Cardinal
Le cardinal est un cépage de raisin de table caractérisé par ses très gros grains de couleurs plus ou moins rose violet selon les grains, et connu sous la dénomination CAR. Il est, à l'origine, un croisement entre le flame pinot gris et l'alphonse-lavallée très connu. Il provient de Californie et a été obtenu en 1939 par Elmer Snyder.

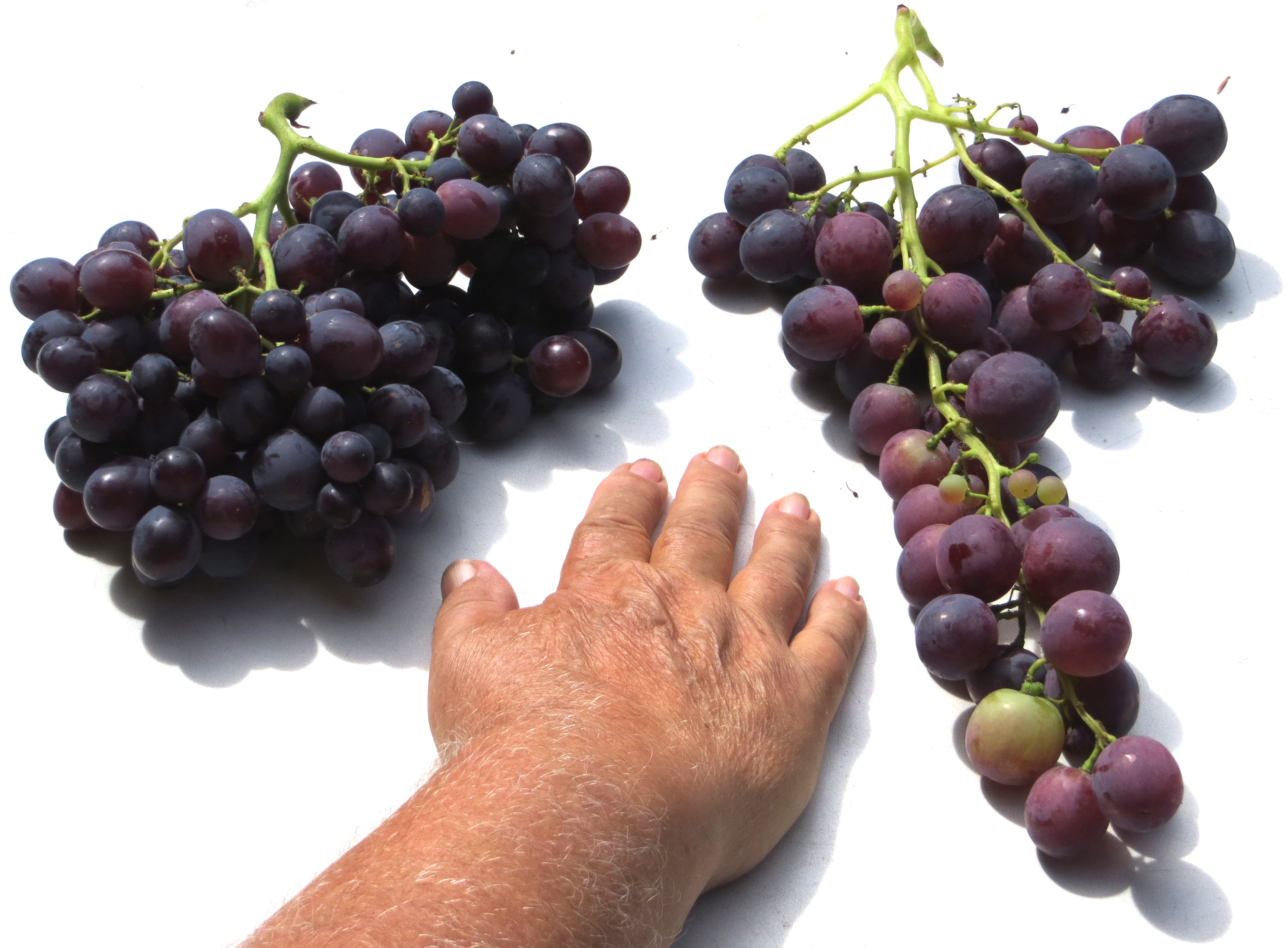
À gauche variété Lavallée (réduite en longueur lors d'une vendange en vert), à droite variété Cardinal (réduite en largeur lors d'une vendange en vert).

La variété alphonse-lavallée présente de gros grains de couleur uniformément noir-bleuté moins précoces et goût finement musqué, alors que le Cardinal produit de plus gros grains de couleur plus ou moins rose-violet selon les grains et présent un goût modérément sucré. Le cardinal est présente une précocité de maturation sur l'alphonse-lavallée avec une présentation de gros grains, ce qui explique la baisse de production de l'alphonse-lavallée au profit du cardinal.

### Centennial
Les grappes du centennial sont grosses à très grosses et moyennement compactes. Les baies sont, sans pépins, grosses, avec une pulpe ferme et une saveur agréable.

### Chasselas
Le chasselas est un cépage blanc. Dans le canton suisse du Valais, il est connu sous le nom de fendant en raison de ses grains qui se fendent sous la dent. En Allemagne, il est connu sous le nom de Gutedel. En France, c'est le chasselas de Moissac qui est le plus renommé, celui-ci bénéficie de l'appellation d'origine contrôlée depuis 1971. Il existe également le chasselas doré de Thomery qui, grâce à un mode de conservation original, peut être consommé de Noël à avril.
Le chasselas est cultivé dans de nombreux vignobles européens, principalement comme raisin de table. On peut en obtenir un vin sec et léger, de couleur jaune clair, parfois perlant (c'est-à-dire très légèrement pétillant). En Suisse, le chasselas fut pendant de nombreuses années le principal cépage cultivé, principalement dans les cantons de Vaud et du Valais. Il est apprécié à l'apéritif ou pour accompagner les mets au fromage typiquement suisses, tels que la fondue ou la raclette. 

### Cotton Candy
Le raisin Cotton Candy est une variété de raisin de table sucré dont le goût a été comparé à celui de la barbe à papa. Ces raisins ont été mis au point par l'horticulteur David Cain et son équipe de l'International Fruit Genetics (en) (IFG), un sélectionneur de fruits basé à Bakersfield, en Californie.

### Danlas
Baies sphériques, translucides, de grosseur moyenne ; pulpe juteuse et molle à saveur neutre.

### Dattier de Beyrouth
Le dattier de Beyrouth est un cépage de raisin de table blanc muscat aux grains allongés. Il est très cultivé dans le monde pour la production de raisins frais et il est très recherché sur le marché européen.
Il est sensible aux maladies et en particulier à l'oïdium.

### Frankenthal
Le frankenthal, encore appelé chasselas de Jérusalem, trollinger, ou gros bleu, ou prince Albert, est un cépage allemand proche du chasselas noir cultivé dans région de Palatinat. Il tient son nom de la ville de Frankenthal. Il a été cultivé entre 1840 et 1940 en France dans la région de Thomery près de Fontainebleau en alternative au chasselas de Thomery.

### Italia
L'italia est un cépage de raisin blanc italien résultat du croisement entre le bicane (de) et le muscat de Hambourg. Il a été obtenu en Italie en 1911 par Luigi et Alberto Pirovano de Vaprio d'Adda. Il a comme synonyme : idéal, pirovano 65 et rubi pour la variété rose.

### Lival
Les baies de lival sont moyennes à grosses et colorées de façon homogène. La pulpe est moyennement ferme et très juteuse, de saveur simple.

### Madeleine royale
La madeleine royale est un cépage français de raisins blancs. C'est une obtention de Moreau-Robert vers 1845. L'origine génétique est vérifiée et ce serait un semis du chasselas. Le cépage est autorisé en Grande-Bretagne et en Belgique. Elle est cultivée un peu en Argentine, Autriche et en France. Le cépage Madeleine Angevine est issu d'un croisement précoce de Malingre x Madeleine royale.

### Mireille
Le mireille est un cépage de raisin de table blanc muscat issu d'un croisement entre l'Italia et la Perle de Csaba.
C'est le raisin muscat blanc le plus précoce.

### Muscat d'Alexandrie
Les grains de muscat d'Alexandrie ont une chair ferme, juteuse, très sucrée, et une saveur musquée.

### Muscat de Hambourg
Le muscat de Hambourg est un cépage noir muscat. L'hypothèse qu'il serait issu d'un croisement entre le muscat d'Alexandrie et le Frankenthal, émise notamment par Pirovano and Levadoux au XXe siècle, a été confirmée par des analyses génétiques menées par Manna Crespan en 2003.

### Napoleon
Le napoleon (es) est un cépage de raisin noir, d’origine espagnole.

### Ora
L'Ora B est un cépage de raisin de table blanc très précoce obtenu par l'INRA de Montpellier.

### Perle de Csaba
La perle de Csaba est un cépage blanc précoce. Les grappes, de petites à moyennes, sont compactes avec des baies possédant une pellicule fine ou légèrement épaisse et une pulpe juteuse.

### Perlette ou perlette sans pépins
La perlette ou « perlette sans pépins » est un cépage blanc précoce formant de grosses grappes de grains ronds de taille moyenne et sans pépin.

### Pizzutello de Tivoli
Le pizzutello (it) cultivé à Tivoli et ses environs dans le Latium en Italie est une variété locale de raisin appelée pizzutello ou raisin en corne ainsi que Dito di donna signifiant « doigt de femme ». C'est un raisin blanc ou noir (violacé clair) dont la grappe présente une forme de corne, avec des grains allongés ellipsoïdaux croquants, et particulièrement résistants au transport.

### Prime
Originaire d'Israël, c'est une variété blanche, sans pépins et très précoce, au goût légèrement muscaté.
Les grappes ressemblent à celles du Sugraone, les grains sont de taille moyenne à grosse.

### Prima
Obtenu en 1974 par croisement entre Cardinal et Lival, il est de maturité précoce. Ce raisin offre de belles grappes à la robe noir bleutée légèrement pruinée. La chair est ferme et juteuse à la saveur sucrée.

### Red Globe
Le Red Globe est une variété de raisins rouges à très gros pépins et à chair ferme.

### Ruby
Les grains du Ruby sont de couleur rouge et de la taille d'une balle de ping-pong ; ce raisin sans pépins est originaire du Japon.

### Sugraone (Superior)
Raisin vert sans pépins avec des baies ovales de taille moyenne. La chair est croquante, très sucrée avec peu d'acidité et un léger goût de muscat.

### Sultanine (Thomson seedless)
La sultanine est un cépage blanc très cultivé dans le monde pour la production de raisins frais et la préparation de raisins secs. Les raisins sont agréables à consommer à l’état frais puisqu’ils n’ont pas de pépins. La vraie destination est le séchage des baies. Ils sont faciles à stocker à l’état sec et aisément transportables. L'origine de la sultanine pourrait être l'Afghanistan. En pachto, le mot kismish (voir synonymes) signifie raisin à sécher.
Le premier producteur mondial est la Turquie avec une superficie cultivée estimée à 120 000 hectares. Aux États-Unis, le cépage est commercialisé sous le nom de Thompson Seedless. William Thompson fut le premier à cultiver le sultanine commercialement près de Yuba City. En 2000, 97 % de la superficie destinée aux cépages de table était réservée au Thompson Seedless. Le résultat est souvent appelé raisin ou Golden raisin. Les autres grands producteurs sont l'Iran (50 000 hectares), la Grèce (25 000 hectares), l'Afghanistan (20 000 hectares), le Chili, l'Australie, la Syrie, la Chine, l'Irak et l'Afrique du Sud. Pierre Galet estime la superficie mondiale planté à 438 000 hectares, ce qui place la sultanine comme premier cépage cultivé dans le monde.

### Victoria
Cette variété de raisin de table blanc a été obtenue en 1964 en Roumanie par V. Lepadatu et Condei en croisant le Cardinal par le Dattier de Beyrouth.
Les grappes du Victoria sont moyennes à grosses, moyennement compactes et de belle présentation. Il a un grand nombre de baies jaune-vert de forme elliptique. Les baies sont grosses et contiennent quelques pépins. Son gout est neutre. La peau contient peu de pruine, tandis que la pulpe est juteuse et relativement sucrée.